# Dimensions
Личностный опросник Dimensions — методика психологической диагностики личности в рабочей среде. Применяется HR специалистами для принятия решений при приеме на работу, индивидуальном развитии сотрудников, внутреннем продвижении, работе с командами. Разработан командой психологов под руководством Роджера Холдсуорта, автора теста OPQ, и  тестов способностей Elements и мотивационно-ценностного опросника Drives.

## Предпосылки создания опросника
Основные качества человека, от которых зависит его успех на работе, включают знания и навыки, когнитивные способности, личностные качества, ценности и мотивацию. В связи со стремительными изменениями в коммуникационных технологиях, значительно возросла скорость распространения информации, поменялись принципы организации работы, что затронуло как сотрудников, так и компании в целом. Следовательно, постоянно изменяются и те характеристики сотрудников и команд, которые определяют успешность и эффективность в работе. Постоянно возрастает давление как на частный бизнес, так и на государственные организации — они вынуждены быстро адаптироваться и меняться в зависимости от новых обстоятельств.
В итоге появилась потребность в новых методах оценки, основанных на накопленных обширных знаниях о взаимосвязи психологических характеристик и успешности в профессиональной деятельности, а также необходимость применять эти знания так, чтобы соответствовать новым требованиям и потребностям бизнес-среды в XXI веке.

## Методы оценки личности
Существуют разнообразные методики с различной степенью эффективности, оценивающие личность: физические характеристики человека, френология, астрология, графология, проективные методики, интервью, опыт работы и рекомендации, ролевые игры, психометрическая оценка с помощью опросников.
Структурированные опросники-самоотчеты являются наиболее распространенным методом оценки личности, помимо субъективной оценки в ходе интервью. Они называются опросниками-самоотчетами, потому что заполняются самими кандидатами, которых оценивают.
Впервые оценка личности стала активно применяться в армии США во время Первой мировой войны. Позднее такие статистические методы, как факторный анализ и анализ заданий, стали широко применяться в разработке опросников, к примеру, основанных на теориях Г. Айзенка и Р. Кеттелла. За последние годы личностные опросники отошли от своей изначальной области применения — клинической психологии — и стали использоваться для оценки «нормальных» людей в рабочем контексте.
Опросник Dimensions был разработан именно для этой цели — оценивать поведенческие предпочтения, наиболее важные в сфере бизнеса, при отборе и развитии персонала, с целью прогнозирования поведение человека и результативность его деятельности. Является инструментом оценки личности в контексте профессиональной деятельности.

## Особенности подхода к личности
Одно из важнейших отличий между теориями личности состоит в восприятии самой личности — как совокупности различных черт или специфических типов.
В теориях личностных черт (например, модель Р. Кеттелла и Dimensions) каждый аспект личности рассматривается в рамках оценочной шкалы. Цель теории черт — оценить индивидов и определить, насколько они отличаются друг от друга. Проводя широкую дифференциацию, этот подход позволяет намного подробнее описать личность и его легче применять для сравнения людей, например, при выборе наиболее подходящего кандидата на должность.
Теории типов (например, модель личности К. Юнга), напротив, группируют людей по категориям, навязывая выбор из двух возможных вариантов. Некоторых людей смущает, когда к ним пытаются «приклеить ярлыки». Однако благодаря четкому делению на категории, эту модель легко интерпретировать, и она может быть особенно эффективна в контексте развития персонала.
Основное отличие состоит в том, что теории черт позволяют дать количественную характеристику конкретного аспекта личности, в то время как теории типов стремятся разделить аспекты личности на основании качественных признаков.
Таким образом, каждый подход эффективен в конкретных ситуациях и для конкретных целей.

## Модель опросника
Всего опросник Dimensions измеряет личностные характеристики по 3 аспектам человеческого поведения, проявляемого в процессе трудовой деятельности:
- Управление отношениями — как человек взаимодействует с другими людьми в рабочих ситуациях, в частности, насколько ему легко общаться с коллегами и оказывать на них влияние, стремится ли он поддерживать и вовлекать людей в решение задач.

- Управление задачами — как человек подходит к решению рабочих задач, охватывает особенности персонального стиля, например, насколько человек склонен анализировать информацию, работать со сложными теоретическими моделями, нравится ли ему применять в работе новые подходы, а также стремится ли он планировать и организовывать свою работу.

- Управление собой — как человек справляется со стрессом на работе, приспосабливается к изменениям. Этот раздел Dimensions описывает особенности эмоциональной сферы человека и позволяет понять, как он справляется с тяжелыми ситуациями, легко ли адаптируется к изменениям и что его мотивирует.

Каждая область содержит пять ключевых характеристик, формирующих шкалы личностного профиля. Каждая из шкал, в свою очередь, включает в себя три субшкалы, которые дают более детальное описание поведения человека на работе.

### Управление отношениями
1. Общительность
  - Поддержание отношений
  - Открытость в общении
  - Работа в команде
2. Влиятельность
  - Лидерство
  - Доминантность
  - Продажи и переговоры
3. Социальная уверенность
  - Легкость в общении
  - Инициирование контактов
  - Публичные выступления и презентации
4. Заботливость
  - Отзывчивость
  - Помощь другим
  - Забота о других
5. Кооперативность
  - Умение слушать
  - Понимание людей
  - Склонность соглашаться

### Управление задачами
1. Аналитичность
  - Аналитическое мышление
  - Осведомленность и владение информацией
  - Работа с числовой информацией
2. Концептуальность
  - Стратегическое мышление
  - Широта и комплексность мышления
  - Опора на теории
3. Креативность
  - Воображение и любознательность
  - Потребность в творчестве
  - Радикализм
4. Методичность
  - Планирование
  - Организованность
  - Внимание к деталям
5. Нормативность
  - Этические стандарты поведения
  - Следование правилам
  - Соблюдение сроков и обязательств

### Управление собой
1. Уравновешенность
  - Стрессоустойчивость
  - Эмоциональный контроль
  - Восприятие критики
2. Жизнерадостность
  - Оптимизм
  - Преодоление трудностей
  - Позитивное принятие себя
3. Гибкость
  - Адаптивность
  - Открытость новым задачам
  - Стремление к разнообразию
4. Деятельность
  - Энергичность
  - Принятие решений
  - Готовность рисковать
5. Мотивация достижений
  - Ориентация на результат
  - Карьерные амбиции
  - Соревновательность

## Отчеты для пользователей
Стандартный полный отчет Dimensions для профессиональных пользователей состоит из:
- введения;
- профиля личностных черт с указанием набранных баллов по каждой шкале;
- краткой характеристики по каждой шкале опросника;
- отчета для менеджера.

Помимо профиля личностных черт и его текстового описания, Dimensions позволяет создать ряд специализированных отчетов для создания более полного представления о кандидате или в определенных ситуациях (например, когда нужно сформировать команду из нескольких кандидатов):
- отчет о поведенческом типе (модель MBTI);
- отчет о ролях в команде ;
- профиль управления продажами;
- отчет о карьерных деструкторах;
- отчет о лидерском потенциале;
- общекомандный ролевой отчет